# Tiziano di Oderzo
Tiziano di Oderzo (Heraclia, ... – Oderzo, 16 gennaio 632) è stato un vescovo del VII secolo. È venerato come santo dalla chiesa cattolica.

## Biografia
Nacque da una nobile famiglia di Eraclea, antica città posta nel litorale veneto.
Ebbe come maestro Floriano, vescovo di Opitergium: da lui fu ordinato diacono, sacerdote e quindi economo diocesano.
Le sue attività caritatevoli lo resero noto nella regione, tanto che quando Floriano lasciò la propria cattedra vacante per andare a Ravenna (o a Pola), forse a causa del cosiddetto Scisma dei Tre Capitoli, Tiziano fu eletto suo successore a furor di popolo.
Visse religiosamente e divenne noto per le sue predicazioni e per il suo netto rifiuto dell'Arianesimo, allora diffuso tra le popolazioni longobarde.
Morì a Oderzo, forse nel 632, il 16 gennaio, e fu sepolto nella cattedrale della città, non più esistente. Il corpo del santo riposa nella cattedrale di Ceneda (Vittorio Veneto) in un sarcofago di bronzo di stile neobizantino.

## Il culto
Il culto di san Tiziano è comprovato sin dall'VIII secolo.
È il patrono della città e della diocesi di Vittorio Veneto, della città di Oderzo, del paese di Francenigo e di Stretti di Eraclea. Si festeggia il 16 gennaio.

### La leggenda di san Tiziano
Nella cattedrale di Oderzo, secondo alcune leggende trasmesseci dalla tradizione religiosa, sarebbero avvenuti molti "miracoli" che ne fecero aumentare la venerazione come santo in tutta la regione.
Una leggenda nata sulla storia del trafugamento delle sue spoglie racconta che il corpo del santo sarebbe stato sottratto una notte dai suoi conterranei di Eraclea per portarlo nella loro città. Gli abitanti di Oderzo, venuti a sapere del furto, avrebbero rincorso gli eracleani con intenzioni ostili reclamando la restituzione delle spoglie. Un vecchio sarebbe riuscito ad evitare la battaglia consigliando alle parti di depositare il corpo di Tiziano in una barca sul Livenza, lasciando alla volontà di Dio la scelta del luogo dove Tiziano avrebbe riposato.
La barca, risalendo "miracolosamente" il fiume, si sarebbe fermata a Settimo, attuale Portobuffolé, alcuni chilometri a monte.
I religiosi opitergini (abitanti di Oderzo) letta questa come una vittoria, avrebbero posto il corpo su un carro che però i buoi non sarebbero riusciti a smuovere.
Fu così che il vecchio sarebbe riapparso, consigliando tre giorni di preghiera e digiuno, al termine dei quali una vedova del luogo attaccò il carro alla sua mucca e al suo vitello, che si diressero nella chiesa di Ceneda, dove appunto il corpo del santo oggi riposa. Sul luogo verrà edificata in seguito l'attuale cattedrale.
La verità storica dice invece che il corpo fu spostato prima ad Eraclea, città di fondazione opitergina oggi scomparsa tra le paludi della laguna di Venezia, poi a Ceneda, nelle prealpi venete, dai Longobardi, in quanto la gloriosa Oderzo, continuamente saccheggiata dai barbari, non era più sicura.
Saranno gli stessi Longobardi, ad opera di Grimoaldo, a radere definitivamente al suolo la città nel 667 circa. A Ceneda verrà trasferita nello stesso periodo anche la sede vescovile.